# Daling He Xizhi
Daling He Xizhi (kinesiska: 大凌河西支) är ett vattendrag i Kina. Det ligger i provinsen Liaoning, i den nordöstra delen av landet, omkring 310 kilometer väster om provinshuvudstaden Shenyang.
Genomsnittlig årsnederbörd är 786 millimeter. Den regnigaste månaden är juni, med i genomsnitt 213 mm nederbörd, och den torraste är januari, med 2 mm nederbörd.